# Lacus Curtius

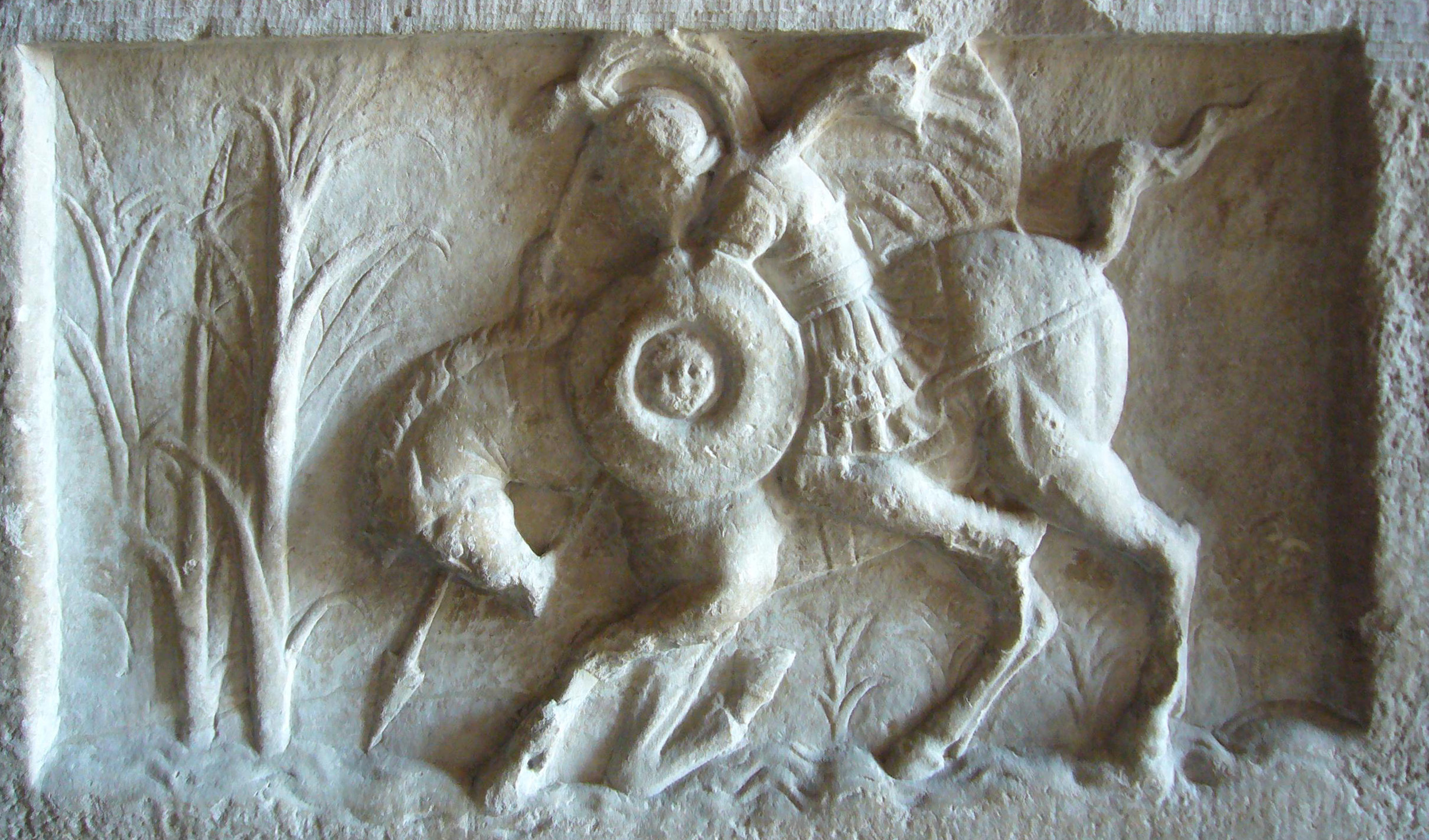
Origineel relief van de daad Marcus Curtius, op het Forum Romanum is tegenwoordig een replica te zien

Het Lacus Curtius (letterlijk vertaald ‘Curtiusmeer’) is een monument op het Forum Romanum in Rome, maar was van oorsprong een meertje, waarschijnlijk een restant van de watertjes die oorspronkelijk talrijk op het Forum Romanum moeten zijn geweest. Door de Romeinen werden verschillende verklaringen voor de naam van het meertje gegeven.
Het bekendste verhaal, dat over de dappere Romeinse jongeman Marcus Curtius (onder andere Livius VII, 6), gaat als volgt. Er was in het jaar 362 v.Chr. plotseling een enorme, onmetelijk diepe spleet in het Forum Romanum ontstaan. De priesters verklaarden dat deze gesloten kon worden door er datgene aan te wijden wat het meest waard was voor het volk van Rome, om er voor te zorgen dat Rome eeuwig bleef bestaan. Daarop heeft Marcus Curtius, die begreep dat er geen groter goed was voor de Romeinen dan wapens en moed, zich op een mooi opgetuigd paard in volle wapenrusting in de spleet gestort. 
Varro (Lingua Latina V, 33) haalt naast deze verklaring (die volgens hem van Procilius stamt) nog twee andere verklaringen voor het ontstaan van de naam Lacus Curtius aan. Volgens de Annalen van Piso zou een zeer dappere Sabijnse man met de naam Mettius Curtius in de Sabijnse oorlog tussen Romulus en Tatius, toen Romulus een aanval deed, daar in het moeras, dat er toen nog was op de plaats van het latere Forum Romanum, met zijn paard zijn uitgeweken, en er vervolgens in zijn geslaagd in zijn eentje terug te keren bij zijn medestrijders (zie ook: Livius I, 12). Volgens de derde verklaring, die Varro zei te kennen van Cornelius en Lutatius, was de plaats door een bliksem getroffen en door consul C. Curtius (die in 445 v.Chr. consul was) met een muurtje omgeven.
In de tijd van Augustus stonden er op de plaats van het Lacus Curtius altaren. Alle Romeinen zouden er ieder jaar een muntje in een opening gegooid hebben voor het welzijn van de keizer. 
De restanten van het monument bestaan uit twee lagen grote stenen platen, samen ongeveer 10 x 9 m., waar een rand omheen liep. Waarschijnlijk stond hier ook het reliëf met een afbeelding van Marcus Curtius dat in 1553 tussen de Zuil van Phocas en de Tempel van Castor en Pollux is gevonden. Het origineel bevindt zich in de Capitolijnse Musea, een kopie staat bij het Lacus Curtius. Het reliëf werd op het moment van de vondst nog niet met het Lacus Curtius in verband gebracht. Het werd pas in 1904 door de archeoloog Giacomo Boni als zodanig geïdentificeerd.

## Website
Lacus Curtius is ook de naam van een website over (met name) Romeinse oudheden van Bill Thayer (zie: LacusCurtius: Into the Roman World).